# Tillandsioideae
Tillandsioideae is een botanische naam van een onderfamilie uit de bromeliafamilie (Bromeliaceae). Deze onderfamilie bevat de minste geslachten (10), maar bevat de meeste soorten (1250). De meeste soorten zijn epifytisch of lithofytisch. Ze groeien in bomen of op rotsen waar ze water en voedingsstoffen uit de lucht absorberen. Spaans mos (Tillandsia usneoides) is een bekende soort. Bromelia's uit de geslachten Guzmania en Vriesea zijn de meest gekweekte leden van deze onderfamilie.

## Beschrijving
Bijna alle bromelia's hebben gespecialiseerde schubben op de bladeren. De schubben op Tillandsia-soorten kunnen de planten volledig bedekken zodat ze grijs of wit lijken, zoals bij Spaans mos (Tillandsia usneoides). Naast het opvangen van nutriënten, kunnen de schubben een isolerende werking hebben door de plant te beschermen tegen bevriezing.
Planten in deze groep hebben een gladde bladrand en vaak een ongebruikelijke kleur, vaak produceren ze veel geurende bloemen. Al hun bladeren zijn zonder stekels en hun vrucht is een droge capsule met gevleugelde zaden die meestal verspreid worden door de wind. Veerachtige zaadpluimen helpen hen zich vast te houden aan een geschikt oppervlak voor de kiem. Deze onderfamilie is waarschijnlijk het verst geëvolueerd met speciale aanpassingen voor overleving in zeer droge omstandigheden (xerofyt).

## Geslachten
- Alcantarea
- Catopsis
- Glomeropitcairnia
- Guzmania
- Mezobromelia
- Racinaea
- Tillandsia
- Vriesea
- Werauhia

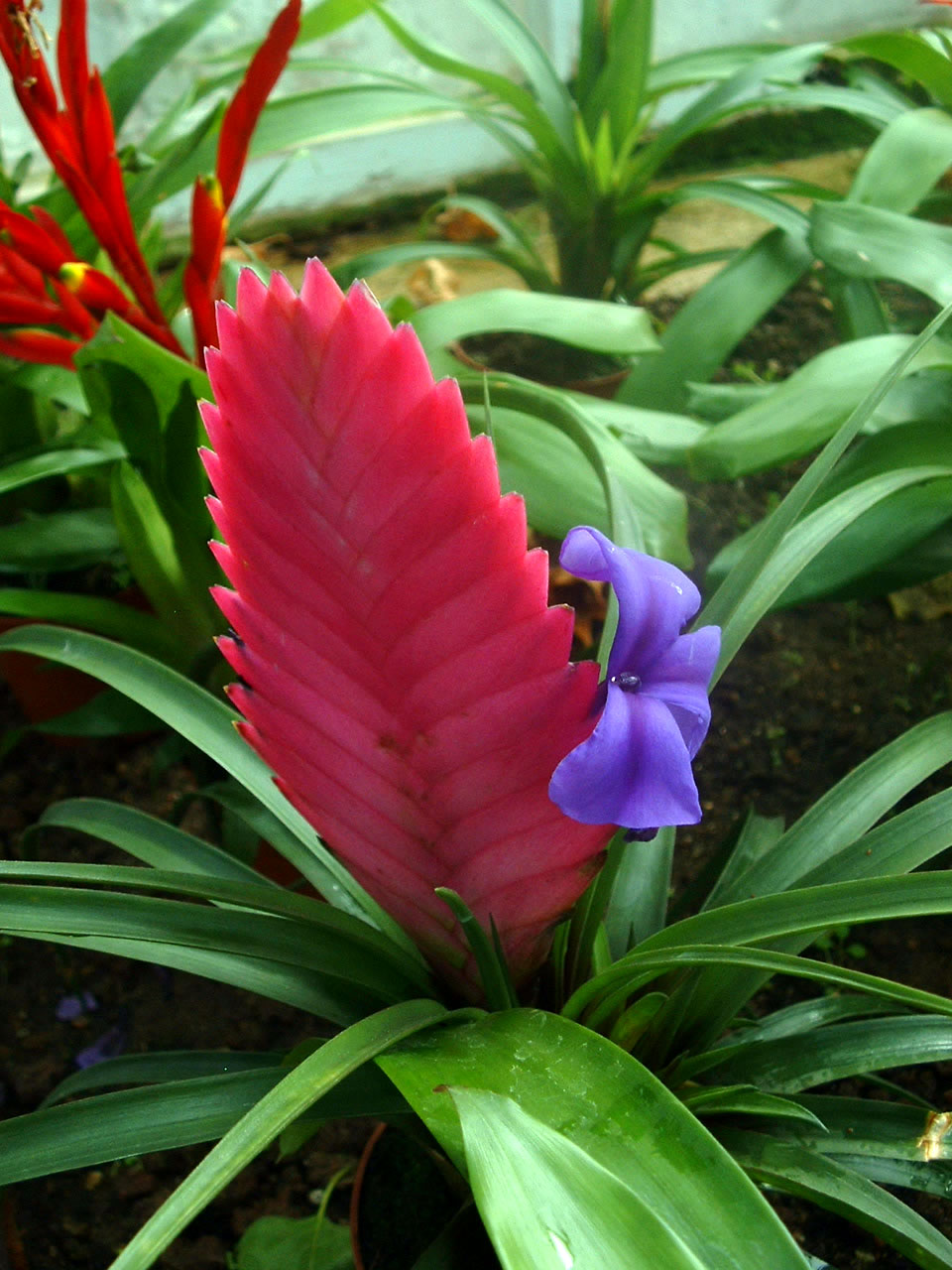
Tillandsia cyanea
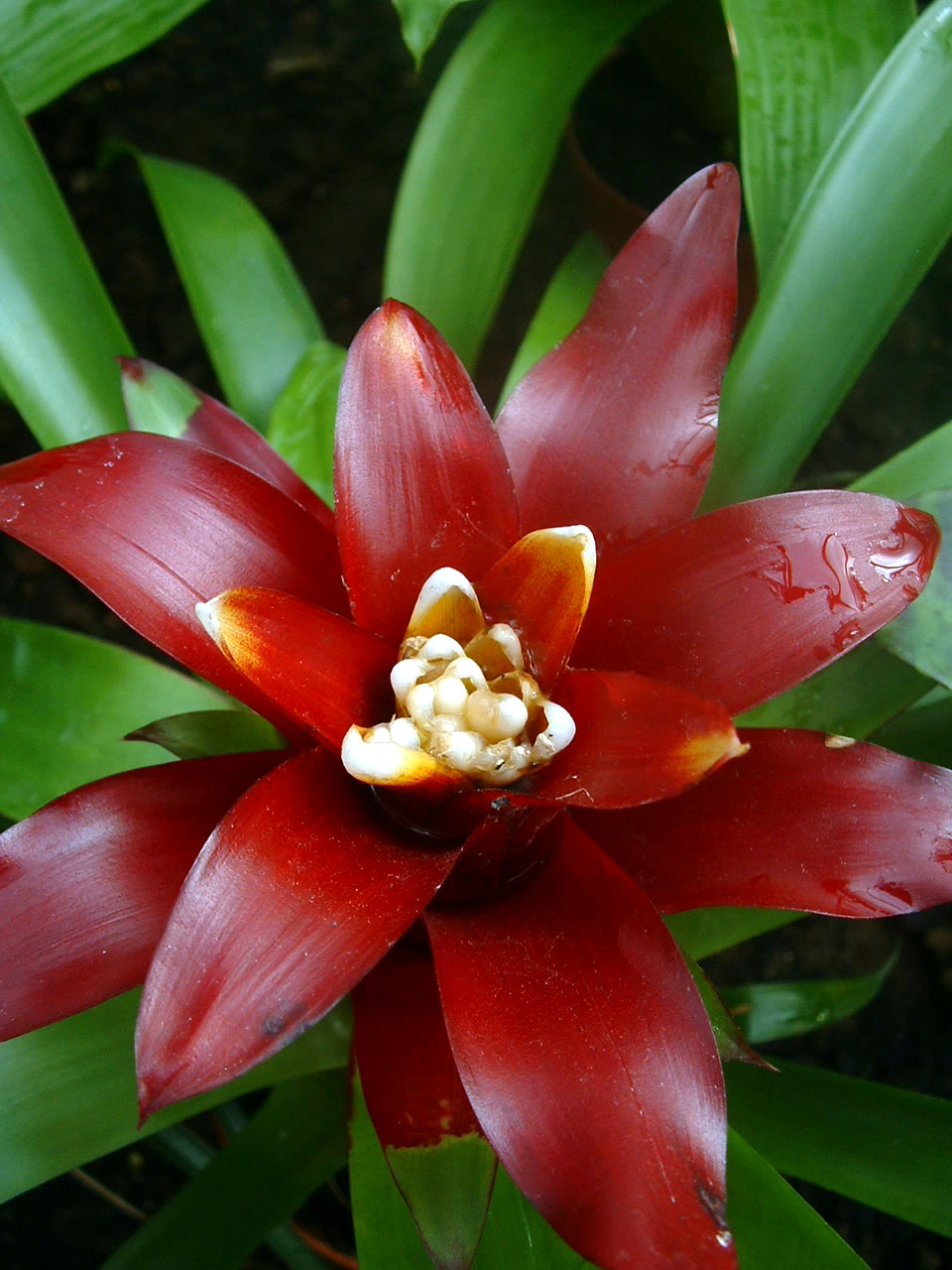
Guzmania lingulata
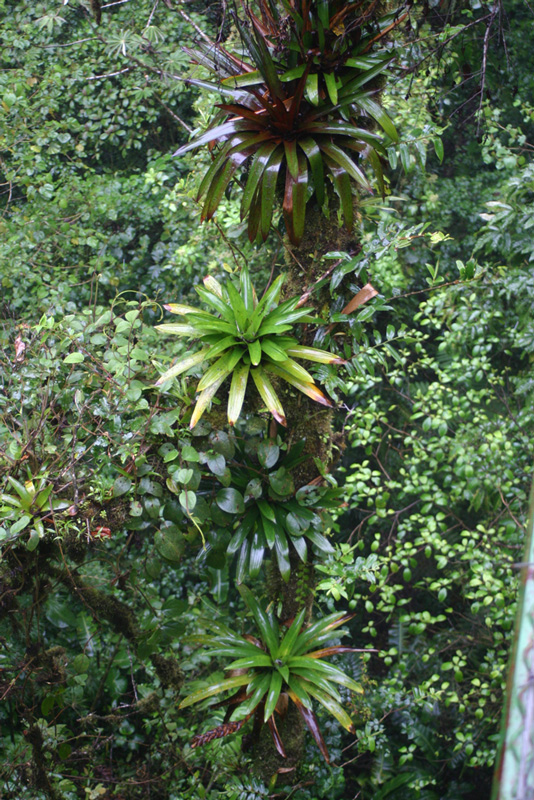
Werauhia':-soort in Monteverde (Costa Rica)
Spaans mos
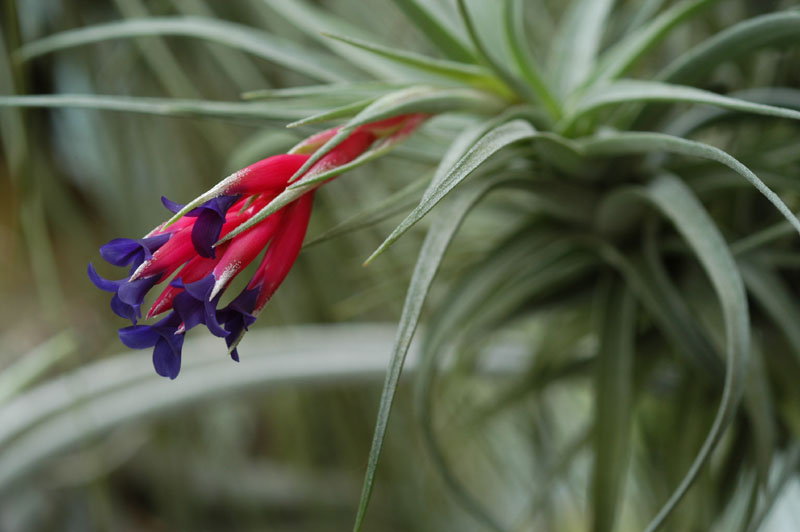
Bloeiende Tillandsia aeranthos
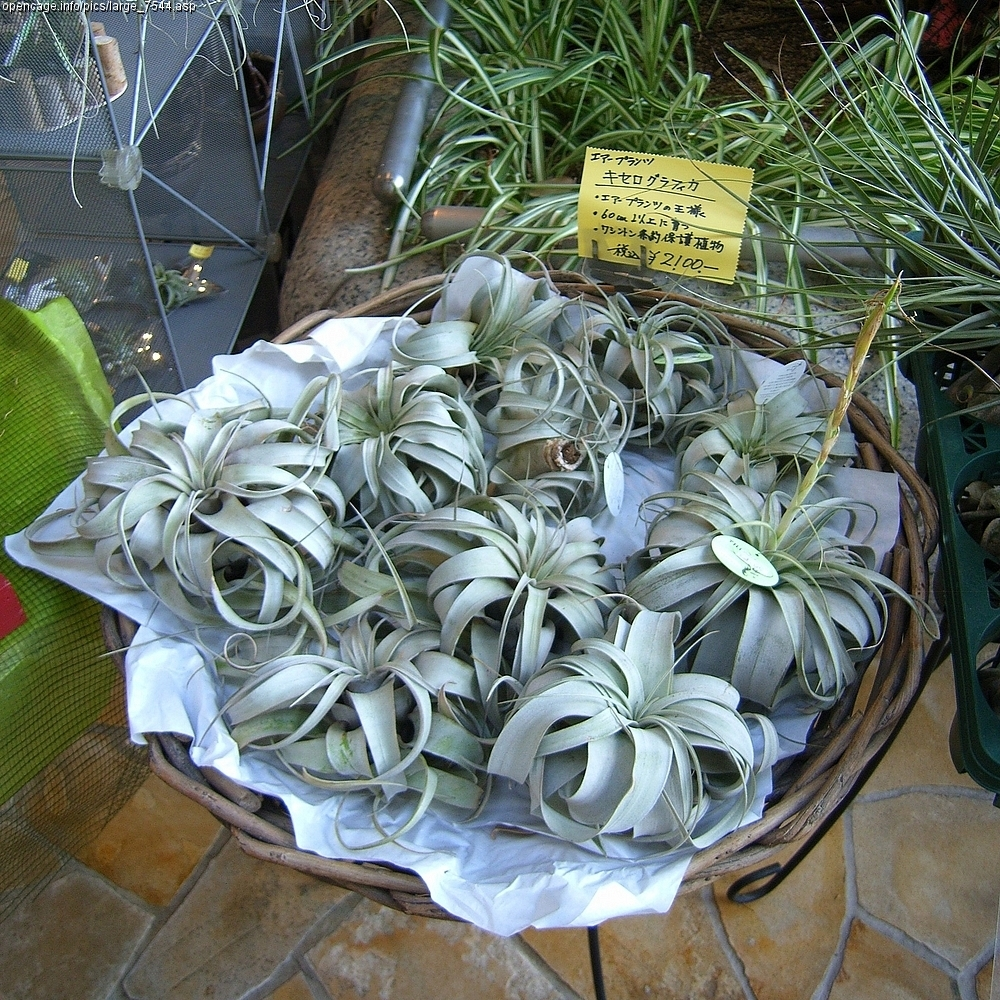
Tillandsia xerographica
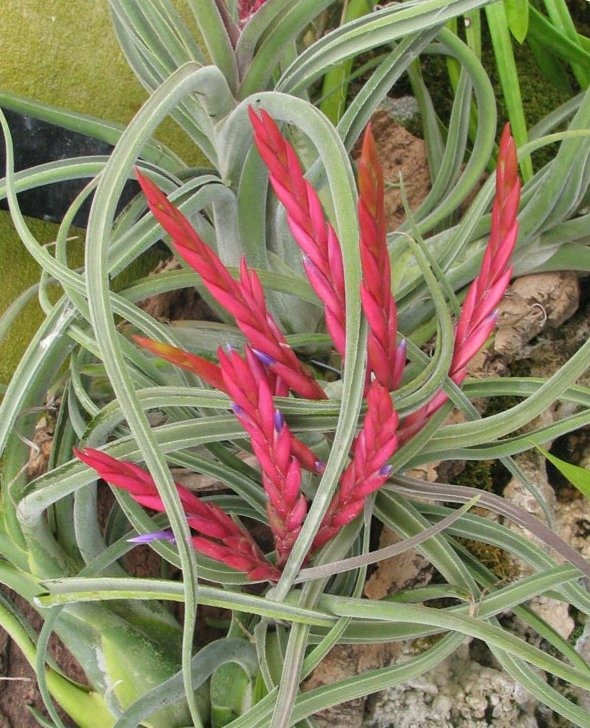
Tillandsia caput-medusae
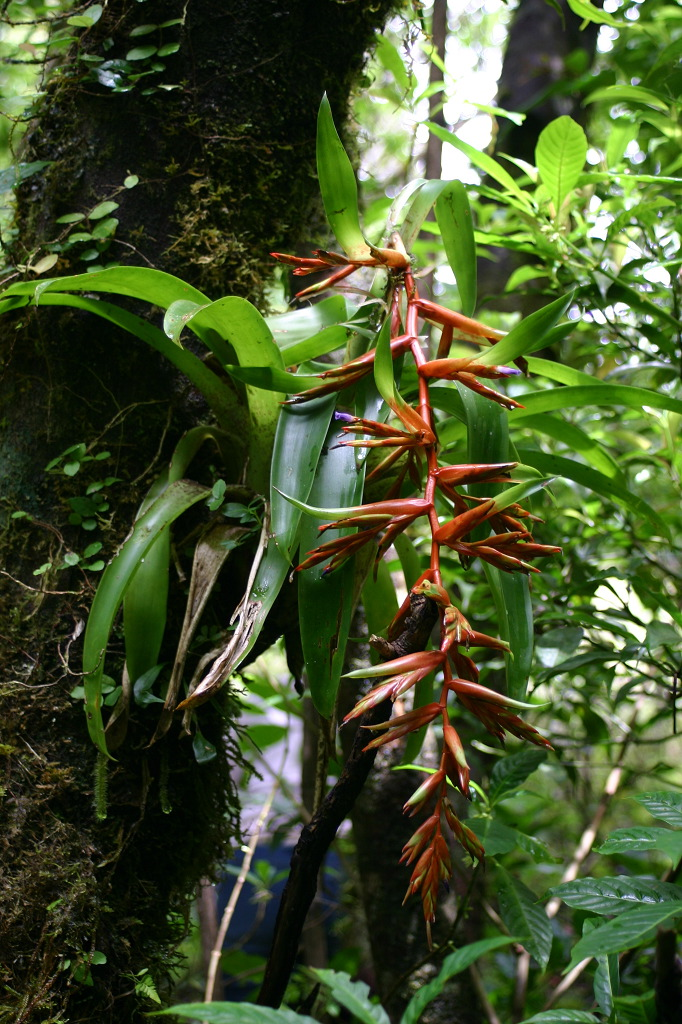
Tillandsia excelsa in bloei